# نحام الكاريبي

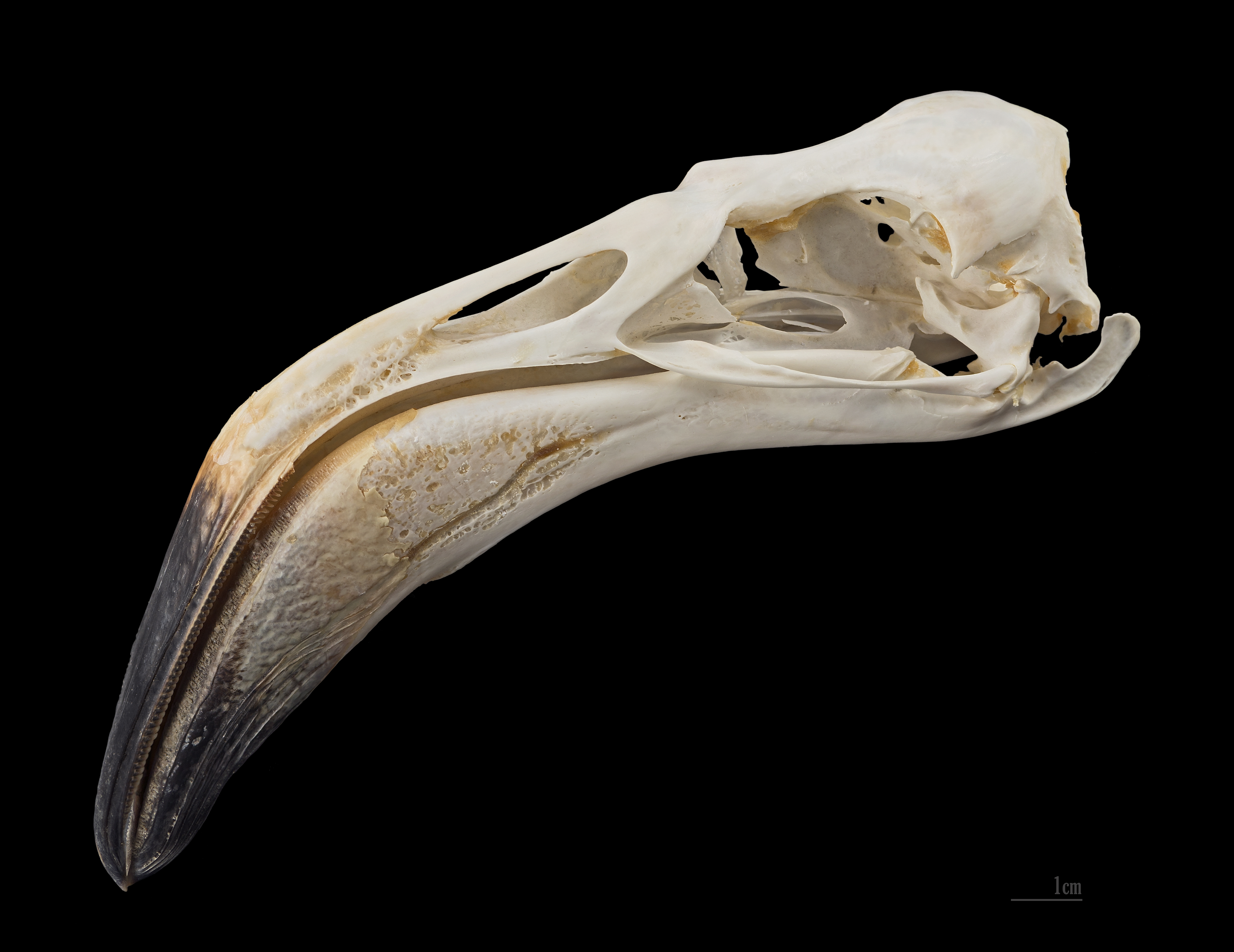

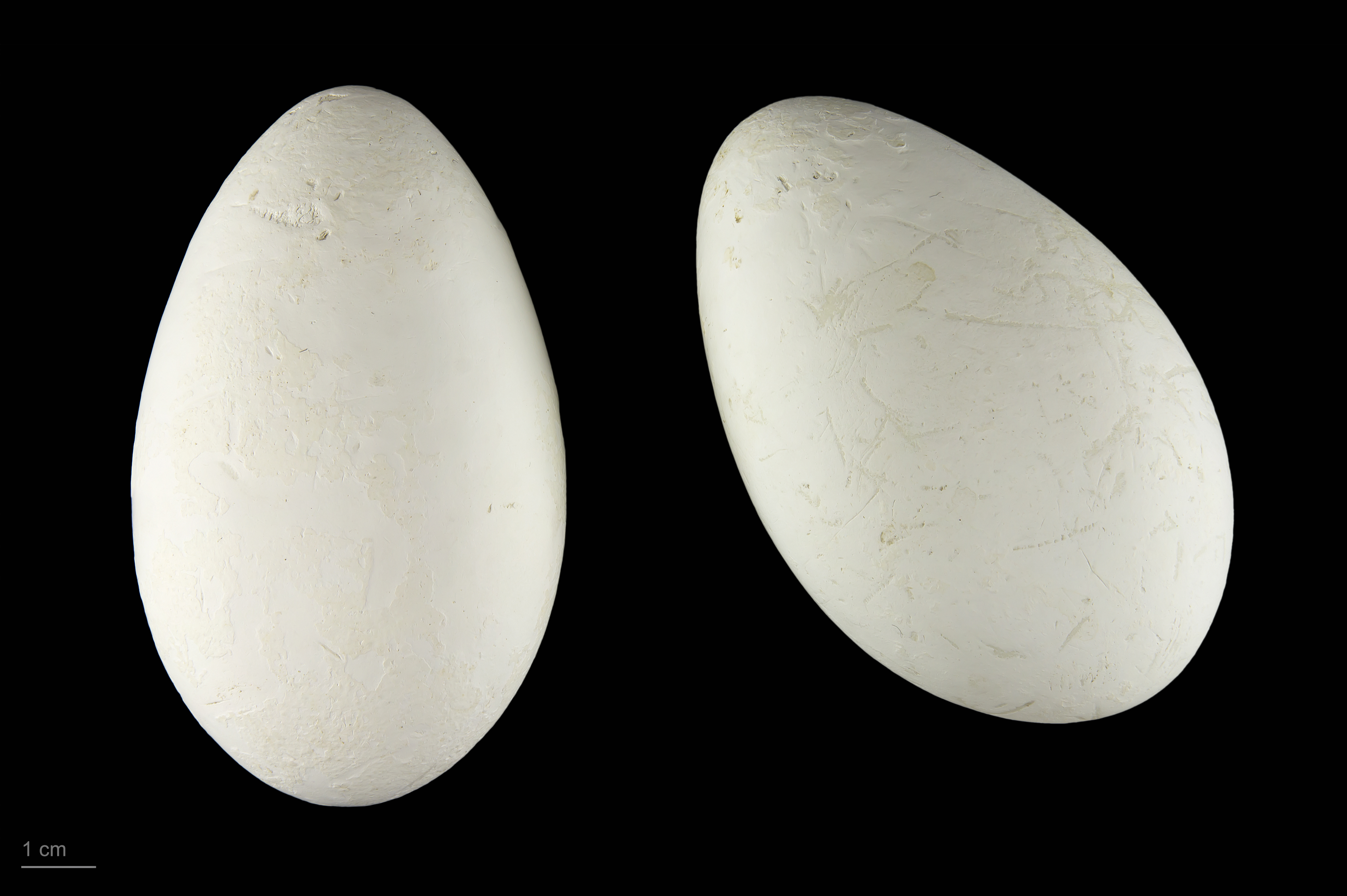
Phoenicopterus ruber

نُّحَام الكاريبي أو فلامنغو كوبا  المعروف أيضا بنحام الحمراء بسبب لونها الأحمر كانت تعتبر في البدائة فصيلة مستقلة لكن العلماء أثبتوا العكس.

## مرفولوجيا
- هو طائر كبير، ما بين 120سم و145سم (الأناث صغيرة من الذكور)، الذي يكون وزنها يتراوح من 2 إلى 4 كلغ. ولون ريشه وردي زاهي كثير وأقل كثافة وضارب للحمرة مما أكسبه لقب الحمراء، والريش من طرف الجناح والجانب السفلي أسود، وقوائمه وردية في الساقين والمفاصل.

## مناطق تواجدها
- تتواجد نحام الكاريبي بين منطقة البحر الكاريبي وفلوريدا وجزر الباهاماص وجزر غلاباغوس، وشمال أميركا الجنوبية، ويقدر عددها ب90.000 ألفا.

## الحمية
- يتكون النظام الغذائي من الروبيان واليرقات المائية الصغيرة، وتصفيه النحام بواسطة منقاره الطويل المنحني.

## التكاثر
يتم التعشيش على حافة الأراضي الرطبة باستخدام الطين والحطام على شكل مخروطي لجمع البيض، وتحضن لمدة 4 أسابيع. الاي تغذيها الأم بالغذاء حتى الفطوم.

## أانظر أيضًا
- قائمة الطيور الوطنية